# 南鐐二朱銀
南鐐二朱銀（なんりょうにしゅぎん）とは、江戸時代に流通した銀貨の一種で、初期に発行された良質の二朱銀を指す。
正式名称については『銀座書留』などに「貮朱之歩判（にしゅのぶばん）」あるいこれを略して「貮朱判（にしゅばん）」と記述しており、南鐐二朱判（なんりょうにしゅばん）と呼ばれる。幕府が敢えて「二朱銀」と云わず金貨特有の美称である「判」を付して「二朱判」と称したのは、金貨である一分判に類する二朱の分判であり小判に対する小額貨幣として流通を目論んでいたことが窺える。

## 概要
本来江戸時代の銀貨は秤量貨幣（丁銀・小玉銀）であるが、南鐐二朱銀は金貨の通貨単位を担う計数貨幣として「金代わり通用の銀」と呼ばれ、「南鐐」という特別の銀を意味する呼称を冠した。
形状は長方形で、表面には「以南鐐八片換小判一兩」と明記されている。「南鐐」とは「南挺」とも呼ばれ、良質の灰吹銀、すなわち純銀という意味であり、実際に南鐐二朱銀の純度は98パーセントと当時としては極めて高いものであった。
南鐐二朱銀は明和9年9月（1772年）に勘定奉行の川井久敬の建策により創鋳される。これは出目（でめ/改鋳利益）による収益を目的として含んでいたことは確かであるが、田沼時代の商業を重用した積極的経済策が背景にあったとされる。寛政の改革時に一旦鋳造停止されたが、程なく発行が再開された。文政7年（1824年）には改鋳されてほぼ同質の新型の南鐐二朱銀が発行された。

## 古南鐐二朱銀
明和年間までは高額取引には、西日本で丁銀・小玉銀、東日本で小判・一分判が一般的に用いられ、しかも両者の為替レートは変動相場制で、不安定だった。幕府は当初から通貨の基軸を両を単位とする金貨（小判・一分判）に統一する構想を有していた。最初は秤量銀貨の定位貨幣化が目的の五匁銀の発行を企画したが、商人らに受け入れられなかった。そこで、次の段階として金貨の通貨単位である2朱に相当する銀貨を発行して、金貨と銀貨の為替レートを固定、事実上の通貨統一を果たし、従来の銀貨＝秤量貨幣（丁銀・小玉銀）の概念の意識抜き、通貨の基軸は金貨という洗脳を用意周到に行うのが狙いだった。
文字銀と同位のものを異なった価値で同時通用させようとした五匁銀が普及しなかった反省から、銀純度を上げる、額面の代わりに「以南鐐八片換小判一両」（8枚で小判1両に換える）と表記するなどの工夫がされ発行されたのが明和南鐐二朱銀（めいわなんりょうにしゅぎん）であった。しかし、小判と丁銀相互の変動相場による両替を元に利益を上げていた両替商にとって南鐐二朱銀の発行は死活問題であり、両替商の抵抗は激しいものであった。すなわち南鐐二朱銀の小判および丁銀への両替に対し、2割5分の増歩を要求するというものであった。南鐐二朱銀一両の純銀量が21.6匁であるのに対し、通用銀（文字銀）は一両を60匁として、27.6匁の純銀量であったことから、実質を重視する商人にとって名目貨幣は受け入れ難く、含有銀量をもって取引しようとするものであった。
この通用銀に対する南鐐二朱銀の含有銀両の不足について幕府は安永2年10月（1773年）の触書で、純銀10匁は通用銀25匁で売り出していたから、金一両＝通用銀60匁＝純銀24匁となると説明した。一両が純銀24匁ならば、南鐐二朱銀は3.0匁であるが、実際は2.7匁であり、この10%不足分のうち銀座の手数料である分一銀が7%、および幕府の取り分が3%と解釈される。
京都、大坂においては「金百両に南鐐二朱廿五両差」と呼ばれる金100両中南鐐二朱銀を25両、差交通用させるものであった。二朱銀通用を半ば強制された両替屋はそのような方法を採らざるを得なかったが、廿五両差通用ならばよく通用した方であった。
そこで幕府は取り扱う両替商および商人への南鐐二朱銀に対する優遇措置を行った。例えば「売上四分、買上八分」すなわち、両替商が南鐐二朱銀を売るとき買手に一両当り銀四分を与え、買上げるときは南鐐二朱銀の売り手から銀八分を徴収するよう取り決めた。また商人に対して南鐐二朱銀による貸付の場合は江戸では一万両、大坂では四万両を限度として3年間、無利子、無担保とした。
その甲斐あってか、秤量銀貨に馴染んでいた西日本でも徐々に浸透、丁銀、豆板銀といった秤量銀貨を少しずつ駆逐していった。また、明和期以前は一分判より低額面のものは寛永通寳一文銭であったため、この中間を補佐する貨幣の需要が高かったことも流通が普及した要因である。
一方、丁銀から南鐐二朱銀への改鋳が進行するにつれ、市中における秤量銀貨の不足により銀相場の高騰を招き、天明6年（1786年）には金1両＝銀50匁をつけるに至った。この様な銀相場の高騰は江戸の物価高につながるため、田沼意次の政治を批判する立場であった松平定信を中心に進められた、寛政の改革の一環として、天明8年4月（1788年）に南鐐二朱銀の鋳造を中断し、南鐐二朱銀から丁銀への改鋳が進行した。
しかし、このような一両あたりの含有銀量の高い丁銀への復帰は幕府の財政難を招き再び路線変更を余儀なくされる。寛政12年（1800年）の銀座改革以降、南鐐二朱銀の鋳造が再開され、この時点で発行されたものは寛政南鐐二朱銀（かんせいなんりょうにしゅぎん）と呼ばれるが、両者の間に銀品位および量目などの相違は認められず、表面の書体が後の新南鐐二朱銀に類似するものがそれであるとされるが中間的なものも存在する。明和南鐐二朱銀および寛政南鐐二朱銀を総称して古南鐐二朱銀（こなんりょうにしゅぎん）と呼ぶ。
古南鐐二朱銀の規定量目は本来二匁七分（10.12グラム）であるが、銀座における作業の都合などから五厘の過目（すぎめ）までは認められ過目分は銀座の負担とし、二匁七分五厘（10.30グラム）程度のものも少なくない。公儀灰吹銀および回収された旧銀から南鐐二朱銀を吹きたてる場合の銀座の収入である分一銀（ぶいちぎん）は鋳造高の7%と設定された。
以後このような名目貨幣が丁銀の発行・流通を凌駕するようになった。

## 新南鐐二朱銀

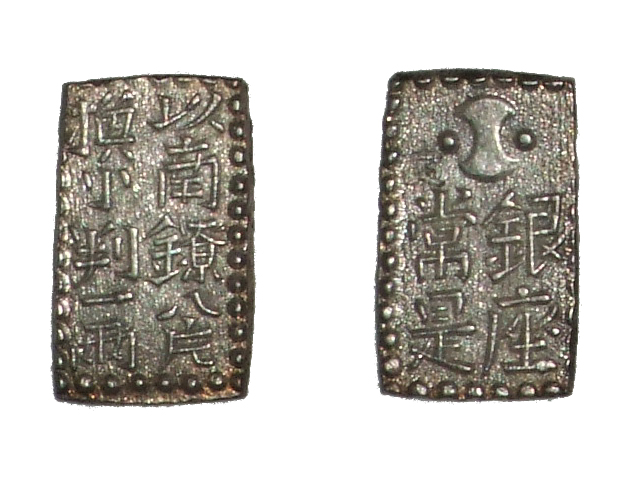
文政南鐐二朱銀

文政7年（1824年）には量目を減少させた、文政南鐐二朱銀/新南鐐二朱銀（ぶんせいなんりょうにしゅぎん/しんなんりょうにしゅぎん）を発行し、その後、天保8年（1837年）発行の天保一分銀に計数銀貨は完成を見ることになる。新南鐐二朱銀発行に際し、幕府の出した触書は流通の便宜を図るため小型化したという名目であったが、真の狙いは財政再建が目的の出目獲得にあった。このような名目貨幣は幕府に利益をもたらすものであり、慢性的な財政難に悩む幕府にとって、もはや名目貨幣の発行は止まる所を知らないものとなっていった。しかしこれは当時の国際情勢を考慮すれば鎖国の下でのみに通用する政策であり、そのことが開国後の金流出へと至る原因となった。すなわち当時は全国の金山、銀山を幕府の支配下に置き、金座、銀座という特定の組織のみに金銀の取り扱いを許可するという体制の下であるからこそ名目貨幣の発行が可能であった。
銀座人らの受け取る分一銀は文政南鐐二朱銀では鋳造高の3.5%と設定され、また丁銀および古南鐐二朱判などからの吹替えにより幕府が得た出目は『銀座年寄御賞筋願之義申上候書付』によれば1,705,191両であった。

## 一覧（鋳造開始・品位・量目・鋳造量）
| 名称           | 鋳造開始            | 規定品位 分析品位(造幣局)     | 規定量目            | 鋳造量                          |
| -------------- | ------------------- | ----------------------------- | ------------------- | ------------------------------- |
| 明和南鐐二朱判 | 明和9年 （1772年）  | 上銀 金0.13%/銀97.81%/雑2.06% | 2.7匁 (10.12グラム) | 3,831,880両 （30,655,040枚）    |
| 寛政南鐐二朱判 | 寛政12年 （1800年） | 上銀 金0.13%/銀97.81%/雑2.06% | 2.7匁 (10.12グラム) | 2,101,162両 （16,809,296枚）    |
| 文政南鐐二朱判 | 文政7年 （1824年）  | 上銀 金0.22%/銀97.96%/雑1.82% | 2匁 (7.49グラム)    | 7,587,035両2分 （60,696,284枚） |